# Antipyretika
Ett antipyretikum, plural antipyretika, är ett läkemedel som används för att dämpa feber. Antipyretika får hypothalamus att motverka en prostaglandinstyrd höjning av kroppstemperaturen. Kroppen arbetar då för att sänka temperaturen, vilket leder till en febernedsättning.
De flesta antipyretika har även andra verkningar. Den vanligaste antipyretikan i USA är ibuprofen och aspirin, vilka tillhör familjen icke-steroida antiinflammatoriska läkemedel som främst används mot inflammation och smärtlindring, men som även har antipyretiska egenskaper, samt paracetamol, ett smärtlindrande läkemedel utan antiinflammatoriska egenskaper.
Användningen av antipyretika är föremål för viss debatt, eftersom feber i sig är en del av kroppens svar på infektion. I en studie som publicerades av Royal Society år 2014, hävdar författarna David J. D. Earn, Paul W. Andrews och Benjamin M. Bolker att febernedsättning orsakar minst 1 % fler dödsfall i influensa i USA, vilket 2014 innebar ca 700 dödsfall per år.